# Rivière Saint-Cyr (rivière Opawica)
Pour les articles homonymes, voir Saint-Cyr.
La rivière Saint-Cyr est un affluent du lac Doda, coulant dans la municipalité de Eeyou Istchee Baie-James (municipalité), en Jamésie, dans la région administrative du Nord-du-Québec, au Québec, au Canada.
La rivière Saint-Cyr coule successivement dans les cantons d’Urban, de Lacroix, de Belmont et de Royal. La foresterie constitue la principale activité économique du secteur ; les activités récréotouristiques, en second.
La vallée de la rivière Saint-Cyr est desservie par la route forestière R1053 (sens Est-Ouest) qui passe du côté Nord-Ouest et au Nord du lac Saint-Cyr. Cette route rejoint la route R1009 (sens Nord-Sud) qui passe à l’Est de  la rivière de l'Aigle (lac Doda).
La surface de la rivière Saint-Cyr est habituellement gelée du début novembre à la mi-mai, toutefois la circulation sécuritaire sur la glace se fait généralement de la mi-novembre à la mi-avril.

## Géographie
Les bassins versants voisins de la rivière Saint-Cyr sont :
- côté nord : lac Father (lac Doda), lac Doda, rivière Opawica ;
- côté est : rivière de l'Aigle (lac Doda), rivière Yvonne, ruisseau Évrey, rivière Roy ;
- côté sud : lac Mégiscane, lac Cherrier, rivière Pascagama ;
- côté ouest : rivière Macho, lac Maseres, lac Wetetnagami.

La rivière Saint-Cyr prend naissance à l’embouchure du lac Barry (rivière Saint-Cyr Sud) (longueur : 12,9 km ; élévation : 392 m) lequel chevauche les cantons de Barry, de Bailly, dans Senneterre (ville) ; en sus, une baie s’avance vers le nord sur une centaine de mètres dans le canton d’urban, ainsi que la baie menant à l’embouchure du lac.
L’embouchure du lac Barry (rivière Saint-Cyr Sud) est située à :
- 39,5 km au sud de l’embouchure de la rivière Saint-Cyr (confluence avec le lac Surprise (rivière Roy) ;
- 53,8 km au sud-est de l’embouchure du lac Doda ;
- 80,6 km au sud-est de la confluence de la rivière Opawica et de la rivière Chibougamau, soit la tête de la rivière Waswanipi ;
- 348 km au sud-est de l’embouchure de la rivière Nottaway (confluence avec la Baie-James) ;
- 82,1 km au sud-est du centre du village de Waswanipi ;
- 60,4 km au nord-ouest du centre du village de Obedjiwan.

À partir de l’embouchure du lac Barry (rivière Saint-Cyr Sud), la rivière Saint-Cyr coule sur 48,9 km selon les segments suivants :
- 5,9 km vers le Nord-Est, jusqu’à la limite Ouest du canton de Lacroix ;
- 4,7 km vers le Nord-Est, dans le canton de Lacroix, jusqu’à la limite du canton de Belmont ;
- 13,4 km vers le nord-est dans le canton de Belmont en passant du côté Ouest du Petit lac Hébert, jusqu’à la décharge (venant de l’Ouest) du Lac Roméo ;
- 8,5 km vers le nord-est en passant du côté ouest du lac Hébert (rivière Hébert), jusqu’à la limite Sud du canton de Royal ;
- 6,6 km vers le nord-est dans le canton de Royal en passant du côté Ouest du lac Hébert (rivière Hébert), jusqu’à la décharge d’un lac non identifié (venant de l’Est) ;
- 9,8 km vers le nord-est en formant un crochet vers l’ouest sur 0,5 km en fin de segment, jusqu’à son embouchure[2].

La rivière Saint-Cyr se déverse sur la rive sud d’une baie s’étirant sur 1,2 km au Sud du lac Doda. La partie nord de ce lac est traversée vers l’ouest par la rivière Opawica. De là, le courant de cette rivière descend généralement vers l’ouest en traversant notamment le lac Doda, le lac Françoise (rivière Opawica), le lac La Ronde, le lac Lessard, le lac Lichen (rivière Opawica), puis vers le nord en traversant le lac Wachigabau et le lac Opawica, jusqu’à sa  confluence avec la rivière Chibougamau ; cette confluence constituant la source de la rivière Waswanipi.
Le cours de cette dernière coule vers l’Ouest et traverse successivement la partie nord du lac Waswanipi, le lac au Goéland et le lac Olga, avant de se déverser dans le lac Matagami ; ce dernier se déverse à son tour dans la rivière Nottaway, un affluent de la Baie de Rupert (Baie James).
La confluence de la rivière Saint-Cyr avec la rivière Opawica est située à :
- 15,1 km au sud de l’embouchure du lac Doda ;
- 63,5 km au sud-est de l’embouchure de la rivière Opawica (confluence avec la rivière Chibougamau), soit la tête de la rivière Waswanipi ;
- 95,1 km au sud-ouest du centre-ville de Chibougamau ;
- 62,1 km au sud-ouest du centre du village de Chapais (Québec) ;
- 77,6 km au nord-ouest du centre du village de Obedjiwan (situé sur la rive nord du Réservoir Gouin).
- 338,4 km au sud-est de l’embouchure de la rivière Nottaway[2].

## Toponymie
À différentes époques de l’histoire, ce territoire a été occupé par les Attikameks, les Algonquins et les Cris. Le terme « Saint-Cyr » constitue un patronyme de famille d’origine française.
Le « Répertoire toponymique de 1969 » décrit de cette rivière ainsi : « Longue de 125 km environ, la rivière Saint-Cyr prend sa source à une cinquantaine de kilomètres à l'ouest du réservoir Gouin, contiguë au lac Mégiscane. Elle se faufile vers le nord en formant les lacs Bailly, Barry et Saint-Cyr puis se déverse dans la rivière Opawica par le lac Doda. »
À partir de la limite des régions administratives de l’Abitibi-Témiscamingue et du Nord-du-Québec, la partie supérieure de la  rivière, soit du lac Barry (rivière Saint-Cyr Sud) au lac Canusio (altitude de 392 m), se déverse plutôt vers le bassin hydrographique de la rivière Nottaway, via la rivière Mégiscane qui a été harnachée par Hydro-Québec à l'émissaire du Lac du Poète. Cette  caractéristique d’appartenance à deux bassins versants a incité le « Service de la connaissance et de l'expertise du milieu hydrique du ministère de l'Environnement » à demander à la Commission de toponymie du Québec de réviser la dénomination de la partie Sud de la rivière Saint-Cyr ; ainsi, cette commission a adopté l’hydronyme « rivière Saint-Cyr Sud » pour désigner ce segment Sud issu du lac Barry (rivière Saint-Cyr Sud), lors de sa séance du 24 septembre 2003. En contrepartie, l’hydronyme « Rivière Saint-Cyr » reste le dénommant du segment de 48,9 km de la partie nord (bassin de la rivière Nottaway) dans le Nord-du-Québec. L’ancien cours de la rivière Saint-Cyr comptait 106,6 km.
En parcourant cette région entre 1897 et 1899, l'arpenteur Henry O'Sullivan a désigné ce cours d’eau « rivière Saint-Cyr » en hommages à Arthur Saint-Cyr (1860-1923), son assistant de 1879 à 1886, soit jusqu'à l'obtention du double titre d'arpenteur provincial et fédéral. Peu de temps après, Arthur Saint-Cyr devient responsable de la localisation et de la construction du chemin de fer de la compagnie Quebec Central devant relier les villes de Lévis et de Sherbrooke. Subséquemment, Saint-Cyr quitte le Québec pour l'Ouest canadien, où il cessera ses activités professionnelles en 1914.
Le toponyme "rivière Saint-Cyr" a été officialisé le 5 décembre 1968 à la Commission de toponymie du Québec, soit lors de sa création.